# Эолийский ордер

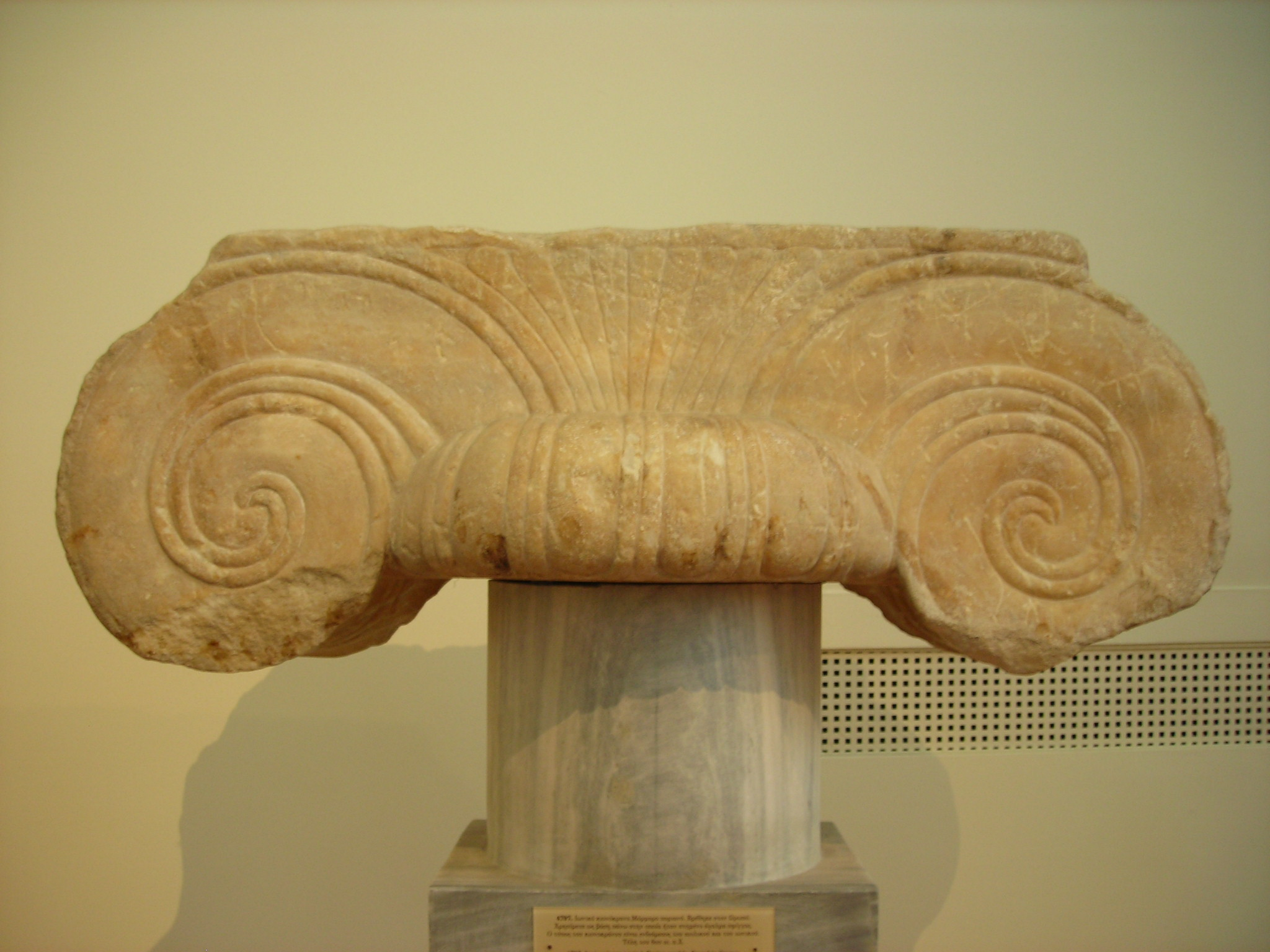
Капитель из Оропоса, прототип ионической капители

Эолийский ордер — архитектурный ордер архаической, доклассической архитектуры, возникший в VII веке до н. э. на северо-западе Малой Азии. Не входит в число трёх основных ордеров классической древнегреческой архитектуры: дорического, ионического и коринфского. Поэтому в работах по истории и теории архитектуры чаще используют название «эолийская капитель». Название происходит от заселённой греками прибрежной области Эолида в Малой Азии с прилегающими островами Лесбос и Тенедос, хотя схожие образцы известны по реконструкциям древних храмов Сицилии и Палестины. Наибольшее распространение «эолийский ордер» получил в конце архаического периода.
Название племени и страны происходит от мифического родоначальника Эола («Пёстрого»), сына Эллина и нимфы Орсеиды. В иной версии — от Эола, бога ветров. Памятники эолийской архитектуры лишь фрагментарно сохранились до наших дней. О них можно судить, в частности, по эолийским капителям. Их основные образцы найдены в Неандрии, Напе, Лариссе и датированы первой половиной VI века до н. э. Ближайшие прототипы — сирийская и финикийская капители.
Эолийский ордер некоторые специалисты рассматривают в качестве раннего варианта более известного ионического ордера. По сравнению с ионическим ордером эолийский сохраняет большую близость к природным мотивам: волюты поднимаются из шейки колонны, как лепестки цветка (волюты ионической капители соединены сверху), а сама шейка украшена поясом лиственного орнамента, представляющим своеобразный эхин. Очевидно, что на формирование эолийского ордера оказали влияние египетские пальмовидные и ассиро-вавилонские  «растительные» капители.
По иной версии эолийская капитель представляет собой тупиковую ветвь развития ордерной системы. По мнению Карла Вермана, дорический, ионический и эолийский ордера возникли более менее одновременно, однако эолийский угас очень быстро, уже в VI веке до н. э..  Однако прототипы ионийской капители с двумя симметричными завитками существовали задолго до появления ионического ордера — их можно видеть на хеттских и ассирийских рельефах, в скальных гробницах Ликии. В этих прототипах, согласно теории  О. Шуази, как и в сходных формах египетской архитектуры, капитель — «подбалка с загнутыми концами, а ряд дентикул (зубчиков) повторяет форму торцов плотно уложенных брусьев перекрытия». 
В большинстве подобных случаев, имеют место две равноправные версии происхождения архитектурных форм: подражательная (изобразительная) и технологическая (конструктивная). Но, как остроумно писал О. Шуази, «К счастью обе гипотезы вполне возможно согласовать» .  Согласно такой объединительной теории, эолийская капитель возникла от подражания расщеплённому стволу дерева и напоминает восточный цветок. Она хороша для завершения столба, мачты. Ионийская, с такими же завитками, или торносами (греч. tornos — циркуль), прообразами которых называют раковину улитки, рог, или бутон, — конструктивнее, она демонстрирует типично эллинский способ мышления:  тектоническое переосмысление природных форм. Известно также, что древние стены крито-микенских укреплений возводили из дерева; древесные стволы такого частокола удобнее закапывать в землю вершиной вниз и комлем вверх, укладывая на расщеплённое корневище горизонтальные жерди и балки перекрытий . Форма эолийской капители, в свою очередь, оказала влияние на  протомы, «звериных капителей» персидской архитектуры периода Ахеменидов .

## Галерея

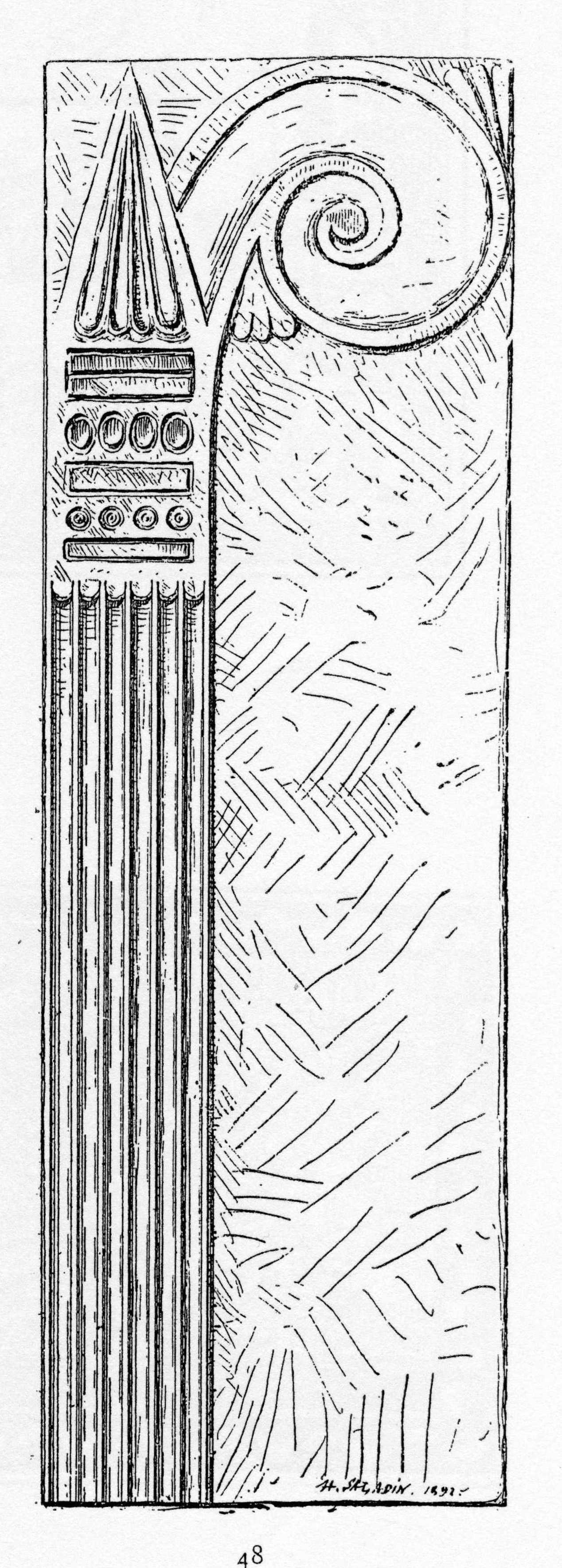
Эолийская колонна с полу-капителью, Национальный музей Бардо, Тунис
Фото балясины с эолийской капителью, лестница в Восточной государственной тюрьме[англ.], Филадельфия
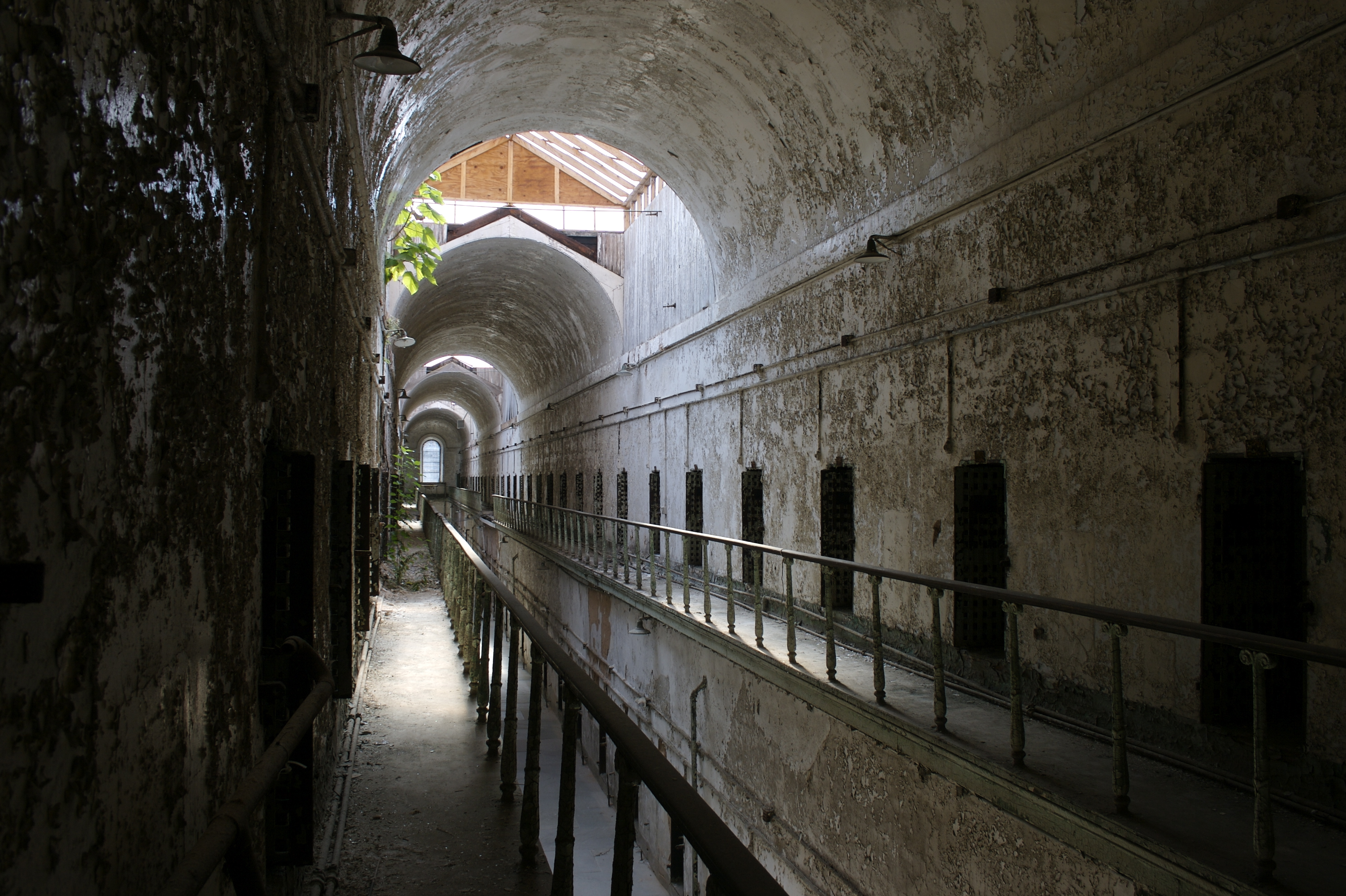
Коридор Восточной государственной тюрьмы (балясины перил с эолийскими капителями)
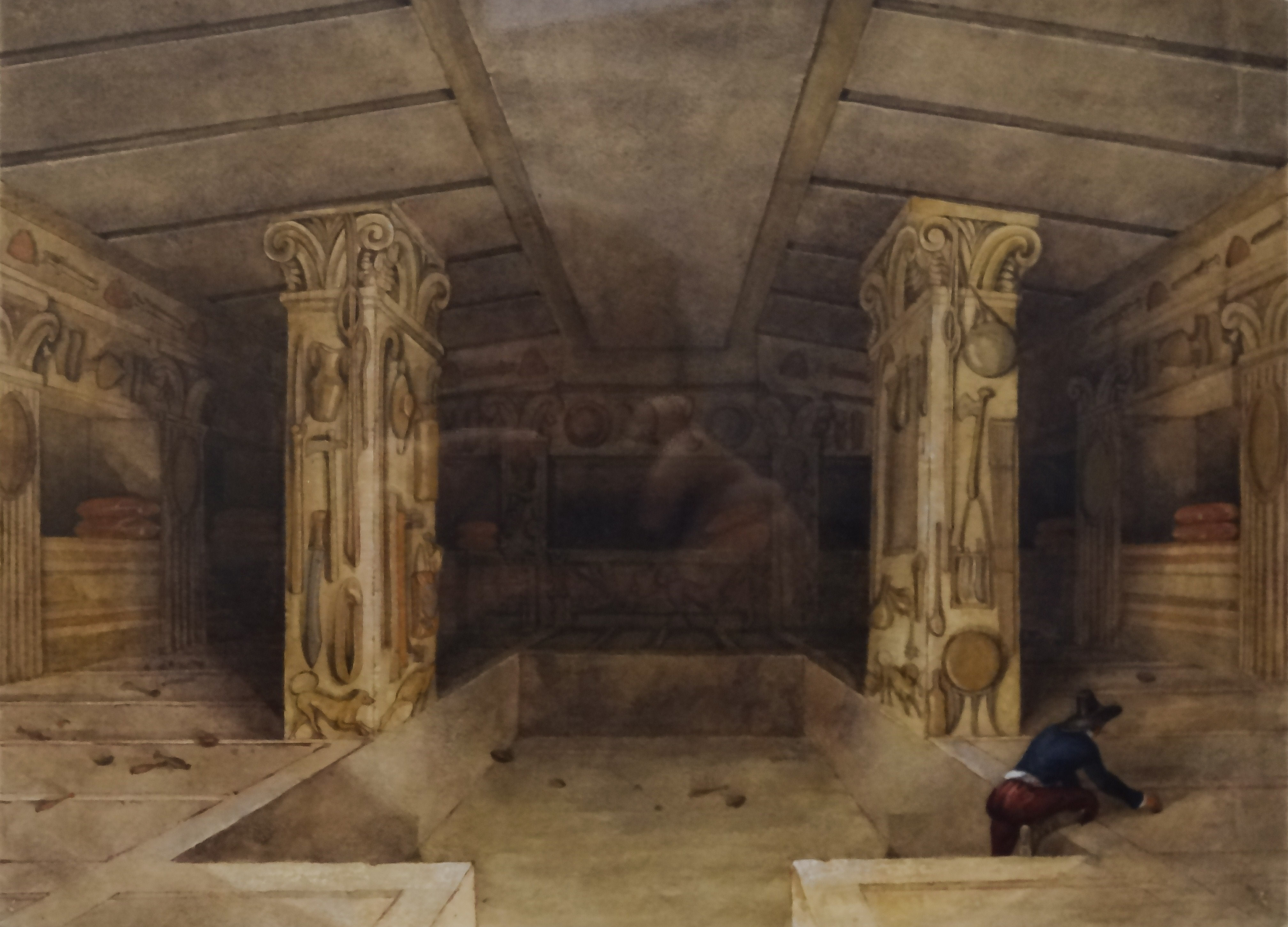
Этрусская Гробница рельефов[англ.], иллюстрация Сэмюэля Джеймса Эйнсли[англ.]